# Младен Долар
Младен Долар (Марибор, 29. јануар 1951) је словеначки филозоф, културни теоретичар, филмски критичар и експерт у психоанализи.
Долар је рођен у Марибору као син књижевног критичара Јаре Долара. Године 1978. дипломирао је Филозофију и Француски језик на Универзитету у Љубљани, под пратњом филозофа Божидара Дебењака. Касније је студирао на Универзитету у Паризу VII и Вестминстерском универзитету.
Долар је кооснивач, заједно са Славојем Жижеком и Растком Мочником, Љубљанске школе за психоанализу, чији је главни циљ постизање синтезе између лаканске психоанализе и филозофије немачког идеализма.
Долар је учио и на Универзитету у Љубљани од 1982. године. 2010. почео је свој стални посао као саветодавни истраживач у теоријском пољу на Јан ван Ајковој академији (Мастрихт, Холандија). Његова главна поља експертизе су филозофија Георга Вилхелма Фридриха Хегела (о чему је написао и неколико књига, укључујући дводелну интерпретацију Хегелове Феноменологије духа) и француски структурализам. Младен Долар је такође и музички теоретичар и филмски критичар.

## Књиге на енглеском
- (Њујорк: Рутлеџ, 2002), коауторство са Славојем Жижеком
- (Кембриџ: МИТ прес, 2006)